# L'Eternauta (rivista)
L'Eternauta è stata una rivista antologica mensile di fumetti edita in Italia dal 1980 al 2000 per 200 numeri, prima dalla casa editrice Edizione Produzione Cartoon (EPC) e poi dal n. 60 dalla Comic Art; pubblicò storie a fumetti di vario genere ma prevalentemente avventurosi e di fantascienza di autori sudamericani, spagnoli e italiani. Il nome della rivista si deve al personaggio della omonima serie a fumetti argentina, L'Eternauta, opera di Oesterheld e Solano López.

## Storia editoriale
Oltre ai fumetti presentava anche varie rubriche firmate da Bonvi, Roberto Genovesi, Errico Passaro, Luca Raffaelli e racconti di genere fantastico.
Nell'ottobre 1980, in occasione di Salone Internazionale dei Comics di Lucca, venne presentato il numero zero ma la serie regolare esordì il marzo 1982 caratterizzandosi per la presenza di opere di autori del fumetto spagnolo e argentino. Il mensile, voluto da Alvaro Zerboni (primo direttore), e da Rinaldo Traini, fu edito inizialmente dalla E.P.C. con la collaborazione redazionale della Comic Art che dal n. 60 (marzo 1988)  subentrò come editore.
Vi venne pubblicata anche la serie de Il Mercenario, una delle opere più famose di Vicente Segrelles.
Dal n.149 la testata diventa una collana di albi monografici col nome di L'Eternauta presenta che verrà pubblicata fino al n. 200 edito a settembre 2000 quando la Comic Art interruppe ogni attività.
Elenco volumi della serie L'Eternauta presenta:
- n.149 "Altor 5: I signori della forza" (titolo originale: "Les seigneurs force") di Marc Bati
- n.150 "Martin Mystère: Misteri in treno" di Alfredo Castelli, Giancarlo Alessandrini, Gino Vercelli, Rodolfo Torti, Giorgio Cavazzano, Lucia Arduini, Lucio Filippucci
- n.151 "Druuna 4: Carnivora" di Paolo Eleuteri Serpieri
- n.152 "Martin Mystère: Mammuth, Elfi e Space Invaders di Alfredo Castelli, Giancarlo Alessandrini, Giampiero Casertano e Lucio Filippucci
- n.153 "Le Torri di Boys-Maury 6: Sigurd" (titolo originale: "Les tours de Bois-Maury: Sigurd") di Hermann
- n.154 "Le Torri di Boys-Maury 7: William" (titolo originale: "Les tours de Bois-Maury: William") di Hermann
- n.155 "Thorgal 21: La corona di Ogotai" (titolo originale: "La couronne d'Ogotaï") di Jean Van Hamme e Grzegorz Rosinski
- n.156 "Le Torri di Boys-Maury 8: Il selgiuchida" (titolo originale: "Les tours de Bois-Maury: Le seldjouki") di Hermann
- n.157 "Nathan Never: Terra" di Bepi Vigna e Andrea Cascioli
- n.158 "Hans 8: Il volto del mostro" (titolo originale: "Le visage du monstre") di André-Paul Duchàteau e Grzegorz Rosinski
- n.159 "Le avventure di Yellow Kid: Operazione Gutenberg" di Rinaldo Traini, Lorenzo Bartoli e Corrado Mastantuono
- n.160 "Pinocchia" di Luc Leroi e Jean Pierre Gibrat
- n.161 "Blueberry 24: Mister Blueberry" di Jean-Michel Charlier e Jean Giraud
- n.162 "Comanche 13: Il circo della vendetta" (titolo originale: "Le carnaval sauvage") di Greg e Michel Rouge
- n.163 "Mac Coy 16: Il fantasma dello spagnolo" (titolo originale: "Le fantôme de l'espagnol") di Jean-Pierre Gourmelen e Antonio Hernández Palacios
- n.164 "Mac Coy 19: La lettera di Hualco" (titolo originale: "La lettre de Hualco") di Jean-Pierre Gourmelen e Antonio Hernández Palacios
- n.165 "Thorgal 22: Giganti" (titolo originale: "Géants") di Jean Van Hamme e Grzegorz Rosinski
- n.166 "Marshall Blueberry 2: Missione Sherman" (titolo originale: "Marshal Blueberry 2: Mission Sherman") di William Vance e jean Giraud
- n.167 "La giovinezza di Blueberry 8: Tre uomini per Atalanta" (titolo originale: "La Jeunesse de Blueberry 8: Trois Hommes pour Atlanta") di François Corteggiani e Colin Wilson
- n.168 "Trent 5: Wild Bill" di Rodolphe e Leo
- n.169 "La giovinezza di Blueberry 9: Il prezzo del sangue" (titolo originale: "La Jeunesse de Blueberry 9: Le prix du sang") di François Corteggiani e Colin Wilson
- n.170 "Il turchese maledetto" (titolo originale: "La turquoise maléfique") di Laurent Theureau
- n.171 "Le città oscure 6: La bambina inclinata" (titolo originale: "Les Cités obscures 6 - L'enfant penchée") di Benoît Peeters e François Schuiten
- n.172 "Geografia Marziana 1: Utopia" (titolo originale: "Géographie Martienne 1: Utopia") di Sergio Garcia
- n.173 "Mac Coy 14: Il deserto della follia (titolo originale: "Le désert des fous") di Jean-Pierre Gourmelen e Antonio Hernández Palacios
- n.174 "Mac Coy 15: Mascaleros Station" di Jean-Pierre Gourmelen e Antonio Hernández Palacios
- n.175 "Blueberry 25: Ombre su Tombstone" (titolo originale: "Ombres sur Tombstone") di Jean Giraud
- n.176 "Thorgal 23: La gabbia" (titolo originale: "La cage") di Jean Van Hamme e Grzegorz Rosinski
- n.177 "Mac Coy 20: Pattuglia lontana" (titolo originale: "Lointaine patrouille") di Jean-Pierre Gourmelen e Antonio Hernández Palacios
- n.178 "Comanche 11: Le belve" (titolo originale: "Les fauves") di Greg e Michel Rouge
- n.179 "La giovinezza di Blueberry 1: La giovinezza di Blueberry" (titolo originale: "La Jeunesse de Blueberry") di Jean-Michel Charlier e Jean Giraud
- n.180 "La giovinezza di Blueberry 3: Il cavaliere blu" (titolo originale: "La Jeunesse de Blueberry 3: Cavalier bleu" di Jean-Michel Charlier e Jean Giraud
- n.181 "La giovinezza di Blueberry 2: Uno yankee chiamato Blueberry" (titolo originale: "La Jeunesse de Blueberry 2: Un yankee nommé Blueberry) di Jean-Michel Charlier e Jean Giraud
- n.182 "Comanche 14: I cavalieri del Rio Perdido" (titolo originale: "Les cavaliers du rio perdu") di Greg e Michel Rouge
- n.183 "Trent 4: La valle della paura" (titolo originale: "La vallée de la peur") di Rodolphe e Leo
- n.184 "La giovinezza di Blueberry 10: La soluzione Pinkerton" (titolo originale: "La Jeunesse de Blueberry 10: La solution Pinkerton") di François Corteggiani e Michel Blanc-Dumont
- n.185 "Trent 6: Il paese senza sole" (titolo originale: "Le pays sans soleil") di Rodolphe e Leo
- n.186 "Colby 1: Altitudine meno trenta" (titolo originale: "Altitude moins trente") di Greg e Michel Blanc-Dumont
- n.187 "Madame Gerfaut" (titolo originale: "Complainte des Landes Perdues 3: Dame Gerfaut") di Grzegorz Rosinski e Jean Dufaux
- n.188 "Kyle of Klanach" (titolo originale: "Complainte des Landes Perdues 4: Kyle of Klanach") di Grzegorz Rosinski e Jean Dufaux
- n.189 "Colby 3: Bombardiere per il Messico" (titolo originale: "Bombardier pour Mexico") di Greg e Michel Blanc-Dumont
- n.190 "Mac Coy 21: Sulla pista di Miss Kate" (titolo originale: "Sur la piste de miss Kate") di Jean-Pierre Gourmelen e Antonio Hernández Palacios
- n.191 "Durango 9: L'oro di Duncan" (titolo originale: "L'or de Duncan") di Yves Swolfs
- n.192 "Durango 10: La preda degli sciacalli" (titolo originale: "La proie des chacals") di Yves Swolfs
- n.192 Suppl. "Blueberry 26: Geronimo l'Apache" di Jean Giraud
- n.193 "Durango 11: Colorado" di Yves Swolfs
- n.194 "Durango 12: L'Ereditiera" (titolo originale: "L'héritière") di Yves Swolfs
- n.195 "Durango 13: Senza Pietà" (titolo originale: "Sans pitié") di Yves Swolfs
- n.196 "Marshall Blueberry 1: Su ordine di Washington" (titolo originale: "Marshal Blueberry 1: Sur ordre de Washington") di Jean Giraud e William Vance
- n.196 Suppl. "Blueberry 24: Mister Blueberry" di Jean-Michel Charlier e Jean Giraud
- n.197 "Marshall Blueberry 2: Missione Sherman" (titolo originale: "Marshal Blueberry 2: Mission Sherman") di Jean Giraud e William Vance
- n.197 Suppl. "Blueberry 25: Ombre su Tombstone" (titolo originale: "Ombres sur Tombstone") di Jean Giraud
- n.198 "Marshall Blueberry 3: Frontiere insanguinate" (titolo originale: "Marshal Blueberry 3: Frontière sanglante") di jean Giraud e Michel Rouge
- n.199 "Thorgal 24: Arachnea" (titolo originale: "Arachnéa") di Jean Van Hamme e Grzegorz Rosinski
- n.200 "Thorgal 25: Il morbo blu" (titolo originale: Le Mal bleu") di Jean Van Hamme e Grzegorz Rosinski
- Fuori serie - "Non ci sono più valori" (titolo originale: "Il n'y a plus de valeurs") di Georges Wolinski
- Fuori serie - "Agrippina 3: I conflitti di Agrippina" (titolo originale: "Agrippine 3: Les combats d'Agrippine") di Claire Bretecher